# Брукс (Джорджія)
Брукс (англ. Brooks) — місто (англ. town) в США, в окрузі Файєтт штату Джорджія. Населення — 568 осіб (2020).

## Географія
Брукс розташований за координатами 33°17′30″ пн. ш. 84°27′4″ зх. д. / 33.29167° пн. ш. 84.45111° зх. д. (33.291590, -84.451080).  За даними Бюро перепису населення США в 2010 році місто мало площу 11,26 км², з яких 11,11 км² — суходіл та 0,16 км² — водойми.

## Демографія
Згідно з переписом 2010 року, у місті мешкали 524 особи в 184 домогосподарствах у складі 160 родин. Густота населення становила 47 осіб/км².  Було 205 помешкань (18/км²).
Расовий склад населення:
| - 96,2 % — білих - 0,6 % — чорних або афроамериканців - 0,6 % — азіатів - 0,2 % — корінних американців - 1,7 % — осіб інших рас |

До двох чи більше рас належало 0,8 %. Частка іспаномовних становила 3,8 % від усіх жителів.
За віковим діапазоном населення розподілялося таким чином: 25,6 % — особи молодші 18 років, 64,7 % — особи у віці 18—64 років, 9,7 % — особи у віці 65 років та старші. Медіана віку мешканця становила 43,9 року. На 100 осіб жіночої статі у місті припадало 104,7 чоловіків;  на 100 жінок у віці від 18 років та старших — 103,1 чоловіків також старших 18 років.
Середній дохід на одне домашнє господарство  становив 86 114 долари США (медіана — 75 313), а середній дохід на одну сім'ю — 90 558 доларів (медіана — 88 750). Медіана доходів становила 58 750 доларів для чоловіків та 39 821 долар для жінок. За межею бідності перебувало 13,3 % осіб, у тому числі 28,9 % дітей у віці до 18 років та 0,0 % осіб у віці 65 років та старших.
Цивільне працевлаштоване населення становило 293 особи. Основні галузі зайнятості: освіта, охорона здоров'я та соціальна допомога — 20,5 %, транспорт — 13,7 %, мистецтво, розваги та відпочинок — 11,3 %, будівництво — 10,2 %.